# PP视频
PP视频是中国的流媒体免费软件，创始人是姚欣，其作为点对点技术的程序，结合了P2P和IPTV的技术，因此称为P2PTV。
2006年至2010年，PPTV连续三年荣登由“清科中国Zero2IPO”评选的“中国最具投资价值企业50强”；2009年，PPLive成为中国唯一一家全球100强的网络视频企业，获得“最具投资价值企业”称号，荣登最具影响力的科技风险投资杂志《Redherring》。

## 历史
2002年世界杯足球赛，身为球迷的姚欣苦于学校宿舍没有电视，在学校电脑上用校内网看球赛，服务器因承载能力有限而经常崩溃。之后，姚欣便萌发了制作电视共享软件的念头。2003年SARS横行，姚欣趁着那段空闲时间，开始尝试将點對點技術技术和流媒体技术进行整合，以技术手段来解决在互联网上观看电视节目的问题。
2004年9月，暑假返校后，姚欣向学校申请休学创业。创业之初，姚欣先后拜访了近百个投资商，却一次又一次地被拒绝。然而，姚欣却得到了家乡河南一家公司老板李翀的支持。李翀具有10几年的高科技企业运作经验。正是在李翀的支持下，PPLive项目得以启动。最初以其母校华中科技大学的韵苑26栋寝室为工作室，华中科技大学计算机中心为服务器托管，姚欣和团队成员们开始了封闭式开发。2004年年底，PPLive 1.0正式在韵苑26栋诞生。
2005年初，PPLive获得了软银中国（SoftBank China Venture Capital）20万美金天使性质的种子投资。2月，PPLive软件正式上线，在华中科技大学校园内进行小范围的测试。之后，PPLive便火速传开。当时，仅在华中科技大学，PPLive用户就已经达到1700多人。5月，上海聚力传媒技术有限公司在上海注册成立，姚欣出任CEO，李翀出任执行董事，但是主要运营活动仍然集中在武汉进行。至2005年底，聚力传媒开始第一轮正式融资。
2006年3月，刚刚进入中国大陆不久的蓝驰创投（Bluerun）向聚力传媒注资。同时，PPLive所在的聚力传媒由纯技术型企业转型为传媒企业。企业名称改为上海聚力传媒有限公司。同年7月，聚力传媒开始小规模试验“贴片”广告。9月，聚力传媒正式进驻上海张江高科技园区，实现了注册地和运营地的统一，同时员工规模超过80人。10月，聚力传媒正式和好耶广告网络达成合作，开始系统地尝试视频广告业务。
2007年6月，来自德丰杰投资等总计超过2100万美金的第二轮融资完全到位后，聚力传媒开始加速整合视频产业链上下游资源。
2008年，聚力传媒成为第一批获得中国广播电影电视总局颁发《信息网络传播视听节目许可证》的互联网企业，并与300多家电视台、影视制作机构及传媒公司合作。
2009年6月，中共中央政治局常委李长春与上海市委书记俞正声，文化部部长蔡武，广电总局局长王太华和新闻出版总署署长柳斌杰等人到聚力传媒考察。李长春向聚力传媒创始人姚欣表示“希望你成为中国的比尔盖茨”，并充分肯定聚力传媒依托自主创新技术所取得的成就。
2010年，更名为PPTV（聚力视频）。
2011年2月，PPTV在保持中国国内网络电视行业第一的同时，姚欣还将公司的发展触角伸向了国际化网络电视新媒体，PPTV和软银对外宣布，PPTV得到软银数亿美金的巨额注资，共同开拓互联网视频市场，全面打造PPTV网络电视媒体平台。
2013年10月，苏宁云商与联想集团旗下弘毅资本联手，斥资4.2亿美元（约33亿港元）入股PPTV，苏宁将成为PPTV单一最大股东。根据交易条款，苏宁云商及弘毅资本将分别出资2.5亿及1.7亿美元，交易完成后，苏宁将持有PPTV约44%股权，成为大股东，弘毅则占29.9%，相当于PPTV整体估值约5.68亿美元（约44.3亿港元）。之后由于乐视深陷财务危机，PPTV接手了原乐视体育的部分资源。
2015年10月30日，苏宁公告宣布将PPTV从苏宁上市公司剥离，所持68.08%股权将内部转让给苏宁文化或其指定子公司，转让价约25.88亿元。苏宁称此举是与阿里巴巴合作有关，避免间接出现外资持股；PPTV内部信件中称这将调整股东结构，为PPTV独立上市扫清障碍；外界则认为此举缘自PPTV给苏宁上市公司带来了巨额亏损。
2018年，更名为PP视频。这一年，PP视频首次获得了欧洲五大联赛以及欧冠联赛、欧联杯全部比赛的转播权，但这一局面仅维持了一年。2019-20赛季开始，苏宁体育获得了未来三年的英超独家版权的同时，也失去了西甲联赛的相应权利，导致PP体育不再视频直播西甲赛事。
2016年5月中旬，PPTV官方微博宣布“再见”，引来外界猜测。5月19日，PPTV召开发布会宣布最新战略及新品牌“P聚力”。
2020年9月3日，英超官方宣布与PP体育终止合作。据英国《泰晤士报》记者Martyn Ziegler透露，PP体育拖欠了1.6亿英镑的转播费用长达半年之久，英超因此终止与PP体育的合约。当天PP体育也发布声明，表示双方因转播费用问题产生分歧，故终止合作。媒体报道称，苏宁已向英超支付三年转播费用的50%，而英超要求苏宁方面支付80%的费用，双方就此产生分歧；且在2019冠状病毒病爆发后，英超方面向英国国内以及部分国外转播方退还了部分费用，但对苏宁方面并无类似举动，故此双方合作破裂。9月4日，PP体育公布了英超会员退费方案，当天稍晚时又宣布将起诉单方面解约的英超官方。这一年PP体育邀请了丁伟杰、江忠德、张达斌等粤语地区的知名解说员加盟，进一步充实了粤语解说阵容。
2021年2月，因拖欠转播费用，PP体育被暂时剥夺了意甲转播权。不过此事并未影响到意甲在中国内地另一家转播商——央视的赛事转播。由于央视与意甲官方签订了额外的协议，央视得以每轮直播两场赛事。

## 合作方式
PP视频跟内容提供商的合作关系遵循了从渠道到厂商的路径，最初的内容提供商都是像东方宽频、九州梦网、新传体育、优度宽频（买断《夜宴》网络发行权）、鸿波宽频、中凯文化等一类的频道，这些企业大都早就是合作伙伴，光线传媒、欢乐传媒、太合传媒等传统内容提供商也相续成为了合作伙伴，已经和央视国际、湖南卫视、东方卫视、凤凰卫视、河南卫视等超过20家电视台达成了不同层次的合作关系。PP视频与内容提供商的合作基本上采取保底分成的模式，分成比例大致在30%-50%之间。

## 播放内容
PP视频播放的内容很多。包括电影、电视、音乐、新闻、体育、游戏等众多类别。PP视频的网站还提供节目预报。绝大多数节目都是粤语或北京官話，即便是英语、日语、韩语的节目，也会有中文的字幕。因为P2P技术受到网络连接和用户数量的影响，经常会出现短暂的中断。当用户数量严重不足或文件源发生错误时，甚至会发生永久停止的情况，这时用户必须采取手动重新连接。以及节目内容更新较慢。
PP视频所播放的某些节目由第三方提供，但有一部分节目没有得到版权所有者的允许，曾遭到上海版权商的起诉。